# Perebea rubra
Perebea rubra là một loài thực vật có hoa trong họ Moraceae. Loài này được (Trécul) C.C. Berg mô tả khoa học đầu tiên năm 1998.